# Джоната Спінезі
Джоната Спінезі (італ. Gionatha Spinesi, нар. 9 березня 1978, Піза) — італійський футболіст, що грав на позиції нападника, зокрема, в Серії A за «Барі» і «Катанію». Також виступав за  молодіжну збірну Італії, у складі якої — переможець молодіжного Євро-2000.

## Клубна кар'єра
Народився 9 березня 1978 року в місті Піза. Вихованець юнацької команди місцевого однойменного клубу. Влітку 1995 року 17-річний гравець дебютував на дорослому рівні і у перших десяти матчах відзначився чотирма забитими голами, чим привернув увагу скаутів провідних італійських клубів. Вже у листопаді того ж року став гравцем міланського «Інтернаціонале». Перебував у структурі «Інтера» більше року, проте не зміг довести наявність у себе достатнього потенціалу для побудови кар'єри у Мілані.
Тож вже на початку 1997 року залишив «Інтернаціонале» і уклав контракт з друголіговим клубом «Кастель-ді-Сангро». Граючи за його команду не відзначався високою результативністю, утім привернув до себе увагу представників тренерського штабу середняка елітного італійського дивізіону, клубу «Барі», до складу якого перейшов 1998 року. По-справжньому основним нападником команди з Барі став лише через три сезони, коли команда понизилася у класі до Серії B і, відповідно, втратила деяких своїх лідерів.
Після шести сезонів у «Барі», останні три з яких були у другому дивізіоні, Спінезі 2004 року перейшов до іншої друголігової команди, «Ареццо». В «Ареццо» у першому ж сезоні забив 22 м'ячі у 39 матчах Серії B, ставши найкращим бомбардиром турніру. 
У такому статусі був запрошений до амбітнішої «Катанії». У новій команді навіть покращив свою результативність, забивши у 38 іграх Серії B 23 голи. Цього виявилося недостатньо аби удруге поспіль стати найкращим бомбардиром другого італійського дивізіону (форвард «Модени» Крістіан Буккі відзначився 29 разів), утім голи Спінезі допомогли його команді фінішувати другою у дивізіоні і підвищитися у класі до Серії A. Наступний сезон став для нападника найвдалішим в елітному дивізіоні — з 17 забитими м'ячами він став найкращим голеодором команди, розділивши 5-6 місця у суперечці найкращих бомбардирів Серії A, а його команда досить впевнено закріпилася у найвищій італійській лізі. Проте згодом його результативність впала, а з 2008 року нападника почали переслідувати травми і по завершенні сезону 2008/09 31-річний гравець був змушений оголосити про завершення кар'єри.

## Виступи за збірну
Протягом 1998–2000 років залучався до складу молодіжної збірної Італії. На молодіжному рівні зіграв у 8 офіційних матчах, забив 5 голів.
Був учасником молодіжного Євро-2000, на якому відзначився голом у ворота турецьких однолітків, а його команда, капітаном якої був Андреа Пірло, найкращий бомбардир і гравець турніру, стала континентальним чемпіоном.

## Статистика виступів

### Статистика клубних виступів
| Сезон                         | Команда                       | Чемпіонат                     | Чемпіонат | Чемпіонат | Усього | Усього |
| Сезон                         | Команда                       | Ліга                          | Ігор      | Голів     | Ігор   | Голів  |
| ----------------------------- | ----------------------------- | ----------------------------- | --------- | --------- | ------ | ------ |
| лип.-лист. 1995               | «Піза»                        | D                             | 10        | 4         | 10     | 4      |
| лист. 1995–96                 | «Інтернаціонале»              | A                             | 0         | 0         | 0      | 0      |
| січ. 1997                     | «Інтернаціонале»              | A                             | 0         | 0         | 0      | 0      |
| січ.-черв. 1997               | «Кастель-ді-Сангро»           | B                             | 20        | 3         | 20     | 3      |
| 1997–98                       | «Кастель-ді-Сангро»           | B                             | 32        | 5         | 32     | 5      |
| Усього за «Кастель-ді-Сангро» | Усього за «Кастель-ді-Сангро» | Усього за «Кастель-ді-Сангро» | 52        | 8         | 52     | 8      |
| 1998–99                       | «Барі»                        | A                             | 12        | 1         | 12     | 1      |
| 1999–2000                     | «Барі»                        | A                             | 23        | 5         | 23     | 5      |
| 2000–01                       | «Барі»                        | A                             | 8         | 3         | 8      | 3      |
| 2001–02                       | «Барі»                        | B                             | 30        | 15        | 30     | 15     |
| 2002–03                       | «Барі»                        | B                             | 33        | 16        | 33     | 16     |
| 2003–04                       | «Барі»                        | B                             | 20        | 12        | 20     | 12     |
| Усього за «Барі»              | Усього за «Барі»              | Усього за «Барі»              | 126       | 52        | 126    | 52     |
| 2004–05                       | «Ареццо»                      | B                             | 39        | 22        | 39     | 22     |
| 2005–06                       | «Катанія»                     | B                             | 38        | 23        | 38     | 23     |
| 2006–07                       | «Катанія»                     | A                             | 32        | 17        | 32     | 17     |
| 2007–08                       | «Катанія»                     | A                             | 32        | 7         | 32     | 7      |
| 2008–09                       | «Катанія»                     | A                             | 8         | 0         | 8      | 0      |
| Усього за «Катанію»           | Усього за «Катанію»           | Усього за «Катанію»           | 110       | 47        | 110    | 47     |
| Усього за кар'єру             | Усього за кар'єру             | Усього за кар'єру             | 337       | 133       | 337    | 133    |

## Титули і досягнення
- Чемпіон Європи U-21 (1): 2000
- Найкращий бомбардир Серії B (1): 2004/05 (22)